# Dacnusa rodriguezi
Dacnusa rodriguezi är en stekelart som beskrevs av Docavo och Tormos 1997. Dacnusa rodriguezi ingår i släktet Dacnusa och familjen bracksteklar. Inga underarter finns listade i Catalogue of Life.